# Joanna Klawińska
Joanna Klawińska (ur. 28 kwietnia 1978) – polska piłkarka nożna grająca na pozycji bramkarki.
Od kilku lat występuje w barwach Ateny Poznań, wcześniej m.in. w Checz Gdynia.
Reprezentacyjny debiut nastąpił 11 czerwca 1999, ale na drugi występ przyszło piłkarce czekać ponad 4 lata. W sumie rozegrała dla biało-czerwonych 18 meczów m.in. w eliminacjach do Mistrzostw Świata 2007 oraz kwalifikacjach do Mistrzostw Europy 2005.